# Дьяково городище
Дьяко́во городи́ще — древнее городище, расположенное на правом берегу Москвы-реки в южной части музея-заповедника Коломенское вблизи исторического села Дьяково. Одно из древнейших стационарных поселений на территории Москвы, существовавшее более тысячи лет. Ранее на этой территории существовали неолитические стоянки (4 тыс. до н. э.) и поселение фатьяновской культуры (3 тыс. до н. э.) среднего бронзового века в Царицынском парке. Дало название дьяковской археологической культуре раннего железного века.
В V—III вв. до н. э. (хронология памятника основана на анализе типологии вещей и серийном радиоуглеродном датировании) на площадке городища стояли два-три длинных дома с двускатной кровлей на столбах и стенами из плетня. Помещение разделялось на небольшие комнаты с открытыми очагами в центре. Для этого времени характерны горшки ручной лепки c «текстильными» отпечатками (нанесены путем прокатки стержня обгрызенной еловой шишки) на поверхности, костяные инструменты, стрелы и рукояти ножей с зооморфными изображениями, также найдена костяная фигурка лошади (?), привезенные из Причерноморья глазчатые стеклянные бусы. Во II веке до н. э., в связи с проникновением в бассейн Москвы-реки нового населения, культура обитателей городища изменилась. На смену длинным домам приходят изолированные почти квадратные домики. Меняется тип посуды, с начала новой эры получают распространение лощеные миски, костяные стрелы вытесняются железными двушипными, меняется облик медных украшений, которые становятся массовыми. На городище встречены привозные бронзовые украшения с эмалями, которые датируются II—III вв. н. э., золотостеклянные и красные пастовые бусы. Самые поздние находки датируются VI—VII вв. н. э. В V—IV веках до н. э. городище было укреплено земляным валом с деревянными стенами, который много раз перестраивался и досыпался. Жители занимались земледелием, скотоводством, а также охотой, рыболовством и собирательством. Культивировались просо, ячмень, пшеница, лён. Среди коллекции костей животных (кухонные отбросы) преобладали свиньи и лошади, встречены также остатки крупного и мелкого рогатого скота. Из диких животных на первом месте по количеству кости бобра. В XI—XII вв. на городище существовало небольшое древнерусское поселение. В XVII в. здесь был устроен «потешный городок» с беседкой, в которой находилась изразцовая печь. Городище входило в 1660-е гг. в комплекс царской усадьбы в Коломенском.
Первым исследователем Дьякова городища был З. Я. Доленга-Ходаковский (1821 г.), раскопки начались в 1872 году Д. Я. Самоквасовым и затем в 1875 году продолжены Г. Д. Филимоновым, в 1889 г. — В. И. Сизовым. В XX веке городище раскапывалось в 1921 г. Ю. В. Готье, в 1935 г. — К. Я. Виноградовым, в 1981—1987 гг. — Н. А. Кренке. В 2001—2004 гг. раскопки были продолжены под руководством А. Г. Векслера.